# Karolina Kosińska

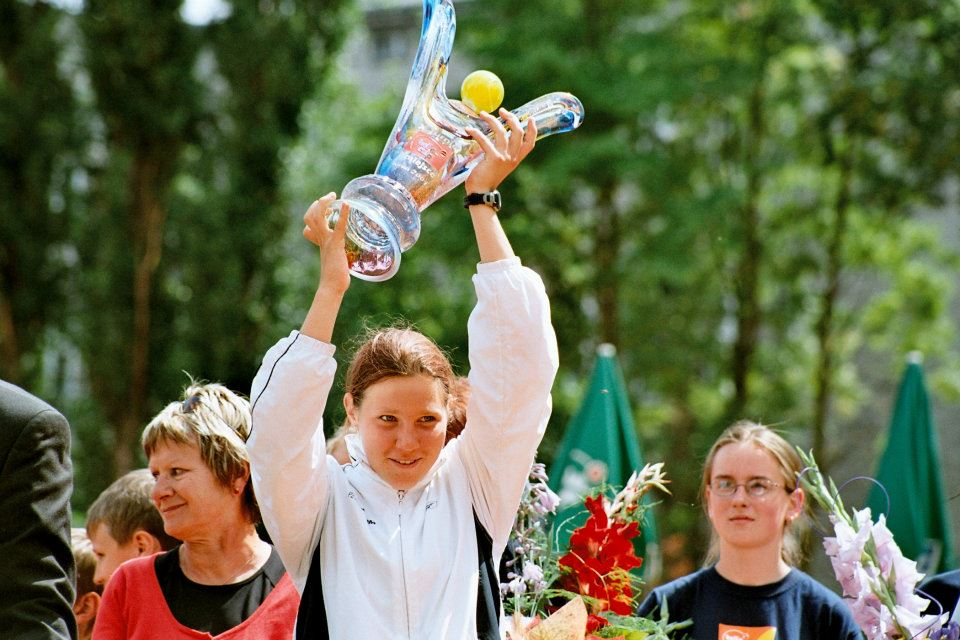
Zwycięstwo w turnieju Bella Cup 2004

Karolina Kosińska (ur. 17 czerwca 1986) – polska tenisistka.

## Kariera tenisowa
W swojej karierze wygrała w sześciu turniejach singlowych i czternastu deblowych rangi ITF. Najwyżej w rankingu WTA notowana była na 253. miejscu w singlu (4 lipca 2005) i na 144. miejscu w deblu (10 września 2007).
W latach 2004–2005 reprezentowała Polskę w rozgrywkach Pucharu Federacji, występując w ośmiu meczach.
W 2005 jej trenerem był Tomasz Wiktorowski.
W latach 2000–2011 wielokrotnie zdobywała medale mistrzostw Polski i halowych mistrzostw Polski w różnych kategoriach wiekowych.

## Wygrane turnieje rangi ITF
| turnieje z pulą nagród 100 000 $ |
| turnieje z pulą nagród 75 000 $  |
| turnieje z pulą nagród 50 000 $  |
| turnieje z pulą nagród 25 000 $  |
| turnieje z pulą nagród 15 000 $  |
| turnieje z pulą nagród 10 000 $  |

### Gra pojedyncza
|    | Data       | Turniej  | Kat. | ($)    | Naw.   | Finalistka            | Wynik         |
| 1. | 11/07/2004 | Toruń    | ITF  | 25 000 | ziemna | Magdalena Kiszczyńska | 4:6, 7:5, 6:1 |
| 2. | 08/08/2004 | Gdynia   | ITF  | 10 000 | ziemna | Petra Cetkovská       | 6:3, 6:2      |
| 3. | 04/03/2007 | Sant Boi | ITF  | 10 000 | ziemna | Anastazja Połtoracka  | 7:5, 6:3      |
| 4. | 13/04/2008 | Sibenik  | ITF  | 10 000 | ziemna | Tamara Stojković      | 7:5, 6:1      |
| 5. | 15/03/2009 | Rzym     | ITF  | 10 000 | ziemna | Dia Ewtimowa          | 6:2, 3:6, 6:4 |
| 6. | 19/04/2009 | Hvar     | ITF  | 10 000 | ziemna | Tereza Mrdeža         | 6:4, 6:3      |

### Gra podwójna
|     | Data       | Turniej   | Kat. | ($)    | Naw.            | Partnerka           | Mistrzynie                            | Wynik             |
| 1.  | 30/05/2004 | Olecko    | ITF  | 10 000 | ziemna          | Alicja Rosolska     | Iveta Gerlova Zuzana Zemenova         | 6:4, 6:3          |
| 2.  | 07/05/2005 | Warszawa  | ITF  | 25 000 | ziemna          | Alicja Rosolska     | Tacciana Puczak Anastasija Rodionowa  | 4:6, 6:2, 7:6(3)  |
| 3.  | 26/05/2006 | La Palma  | ITF  | 25 000 | twarda          | Olga Brózda         | Matea Mežak Nadja Pavic               | 4:6, 6:3, 6:4     |
| 4.  | 11/07/2007 | Gdynia    | ITF  | 25 000 | twarda          | Veronika Chvojkova  | Michelle Gerards Monika Krauze        | 6:1, 7:5          |
| 5.  | 13/04/2008 | Szybenik  | ITF  | 10 000 | ziemna          | Darina Sedenkova    | Nicole Clerico Giorgia Mortello       | 4:6, 7:6(5), 10–8 |
| 6.  | 23/11/2008 | Zawada    | ITF  | 25 000 | dywanowa (hala) | Aleksandra Rosolska | Katarzyna Piter Arantxa Rus           | 2:6, 7:6(6), 10–7 |
| 7.  | 20/03/2009 | Pomezia   | ITF  | 10 000 | ziemna          | Simona Dobra        | Claudia Giovine Valentina Sulpizio    | 6:3, 6:4          |
| 8.  | 10/05/2009 | Warszawa  | ITF  | 10 000 | ziemna          | Iveta Gerlova       | Katarzyna Kaleta Katarzyna Kawa       | 6:2, 6:1          |
| 9.  | 30/05/2009 | Olecko    | ITF  | 10 000 | ziemna          | Aleksandra Rosolska | Weronika Domagała Karolina Wlodarczak | 2:6, 6:2, 11–9    |
| 10. | 06/06/2009 | Sarajewo  | ITF  | 25 000 | ziemna          | Hanne Skak Jensen   | Julia Kalabina Anastazja Półtoracka   | 7:6(4), 6:2       |
| 11. | 01/08/2009 | Vigo      | ITF  | 25 000 | twarda          | Laura Thorpe        | Jade Curtis Georgie Stoop             | 7:6(3), 6:2       |
| 12. | 06/09/2009 | Katowice  | ITF  | 25 000 | ziemna          | Agnes Szatmari      | Melanie Klaffner Johanna Larsson      | 6:1, 2:6, 10–5    |
| 13. | 10/10/2009 | Podgorica | ITF  | 25 000 | ziemna          | Nicole Clerico      | Karolina Jovanovic Teodora Mirčić     | 6:7(4), 6:4, 10–4 |
| 14. | 29/10/2010 | Lagos     | ITF  | 25 000 | twarda          | Melanie Klaffner    | Nina Bratczikowa Agnes Szatmari       | 3:6, 7:5, 10–7    |